# رئیس (فیلم ۲۰۰۶)
رئیس (انگلیسی: Boss) فیلم هندی عاشقانه تلوگو زبان، محصول سال ۲۰۰۶ است که کارگردانی آنرا وی. ان. آدیتیا بر عهده داشت. بازیگران اصلی فیلم آکینی ناگرجونا، نایانتارا، پونام بجوا و شریا سارن می‌باشند. موسیقی فیلم توسط کالیانی مالیک و هاری آناند ساخته شد و فیلمبرداری بر عهده شیوا کومار بود و تدوین فیلم را مارتاند کی. ونکاتش انجام داد. فیلم در روز ۲۷ سپتامبر ۲۰۰۶ اکران گردید. این فیلم با همین نام به زبان مالایالم و با عنوان فیلم این قرض چه جوریه (۲۰۰۸) (Yeh Kaisa Karz)، به هندی دوبله شد. فیلم از لحاظ فروش، ناموفق بود.

## پیوند بیرونی
- رئیس در بانک اطلاعات اینترنتی فیلم‌ها (IMDb)